# Rolf Nitzsche (Radsportler)
Rolf Nitzsche (* 18. September 1930 in Bautzen; † 3. August 2015 in Berlin)  war ein deutscher Bahnradsportler.

## Sportliche Laufbahn
Rolf Nitzsche war einer der vielseitigsten Bahnradsportler der DDR in den 1950er Jahren. Mit dem Radsport begann er 1949. Sein erster Verein war die BSG Motor Zittau, 1953 wechselte er zur BSG Wismut Karl-Marx-Stadt, 1954 zur SG Dynamo Karl-Marx-Stadt und schließlich 1956 zum SC Dynamo Berlin.
Von 1951 bis 1959 errang er insgesamt zwölf DDR-Meistertitel im Sprint, im 1000-Meter-Zeitfahren, im Zweier-Mannschaftsfahren, auf dem Tandem und mit dem Bahnvierer, mit dem er allein sechs Mal Meister wurde. Seine Trainer und die seines Tandempartners Joachim Popke waren die Olympiasieger Ernst Ihbe und Carl Lorenz. 1954 siegte er im Großen Preis von Thüringen.
1956 startete Nitzsche in dem gesamtdeutschen Bahnvierer bei den Olympischen Spielen in Melbourne in der Mannschaftsverfolgung, nachdem er sich in den Olympiaausscheidungsrennen im Bahnradradsport 1956 mit seinem Team qualifiziert hatte. Das Quartett mit Nitzsche, Manfred Gieseler, Siegfried Köhler und Werner Malitz schied jedoch in den Vorkämpfen aus. Bei den Olympiaausscheidungen 1959 in Mailand half er der DDR-Mannschaft, den Sieg zu erringen, doch bei den Spielen in Rom 1960 selbst war er nur als Ersatzmann dabei. 1959 gewann er die Internationale Omnium-Meisterschaft von Berlin auf der Radrennbahn der Werner-Seelenbinder-Halle mit Manfred Klieme als Partner.
Auch im Straßenradsport war er erfolgreich. Nitzsche siegte 1957 zum Saisonauftakt im Rennen Berlin–Bad Freienwalde–Berlin.

## Trainer
Nach dem Ende seiner aktiven sportlichen Laufbahn wurde Nitzsche Nachwuchstrainer beim SC Dynamo Berlin, nachdem er ursprünglich eine Ausbildung als Kriminaltechniker absolviert hatte. Er gilt als Entdecker des späteren Olympiasiegers Guido Fulst, der 1989 mit 19 Jahren in Lyon erstmals Weltmeister wurde. Rolf Nitzsche war im Jahr 1962 für mehrere Monate als Trainer in Indonesien tätig. Seine Aufgabe war es, dort dauerhafte Strukturen für Training und Wettkampf aufzubauen, sowie die indonesischen Radsportler auf die Asienspiele vorzubereiten. Er startete mit seiner Trainingsgruppe auch zu mehreren Rennen in der DDR, danach schlossen sich weitere kurze Trainertätigkeiten im Ausland an.